# Панетти, Лучано
Луча́но Пане́тти (итал. Luciano Panetti; 13 июля 1929, Порто-Реканати, Марке — 26 декабря 2016, Чивитанова-Марке, Марке) — итальянский футбольный вратарь.

## Биография

### Игровая карьера
Панетти начал игровую карьеру в команде Серии C «Езине».
В 1952 году перешёл в клуб Серии B «Модену», в которой отыграл три сезона и высоко зарекомендовал себя. В 1955 году Панетти перешёл в «Рому», с которой были связаны его успехи. В составе «джаллороси» он отыграл шесть сезонов, сыграв в Серии A 147 матчей и в 1961 году завоевал Кубок ярмарок.
Последним его клубом стал «Торино», в котором он отыграл один сезон, сыграв в Серии A 21 матч.

### Смерть
Скончался 26 декабря 2016 года в больнице Чивитанова-Марке в возрасте 87 лет.